# Bergenfield
Bergenfield – miasto w Stanach Zjednoczonych, w stanie New Jersey, w hrabstwie Bergen. W 2010 roku liczyło 26 764 mieszkańców.